# C³
C³, також відомий як C Cube (яп. シーキューブ) та Cube×Cursed×Curious — серія ранобе, аніме, OVA та манґи.

## Сюжет
Головний герой — хлопець на ім'я Ячі Харуакі знаходить чарівний кубик, який виявляється дівчиною на ім'я Страх, яку було створено як засіб для тортур, але вона мріє позбавитися від цього прокляття. Харуакі вирішує допомогти їй.

## Персонажі
Ячі Харуакі (яп. 夜知 春亮 яті харуакі) — головний герой, учень старшой школи.
- Сейю — Каджі Юкі[1]

Страх (яп. フィア・キューブリック фіа кюбуррікку: з англійської Fear Cubrick) — головна героїня, проклята дівчина, яка володіє безліччю інструментів для тортур (залізна діва, посадження на палю та інш.]])
- Сейю — Тамура Юкарі[1]

Мурамаса Коноха (яп. 村正 このは мурамаса коноха) — подруга Харуакі, дівчина-йокай, яка може перетворюватися на катану.
- Сейю — Чіхара Мінорі[1]

Уено Кіріка (яп. 上野 錐霞 уено кіріка) — староста класу Харуакі, дівчина-йокай зі швидкою регенерацією.
- Сейю — Кітамура Ері[1]

## Медіа

### Ранобе
| №  | Дата виходу       | ISBN                   |
| -- | ----------------- | ---------------------- |
| 01 | 10 вересня 2007   | ISBN 978-4-8402-3975-2 |
| 02 | 10 січня 2008     | ISBN 978-4-8402-4143-4 |
| 03 | 10 квітня 2008    | ISBN 978-4-04-867023-4 |
| 04 | 10 серпня 2008    | ISBN 978-4-04-867178-1 |
| 05 | 10 грудня 2008    | ISBN 978-4-04-867422-5 |
| 06 | 10 березня 2009   | ISBN 978-4-04-867597-0 |
| 07 | 10 липня 2009     | ISBN 978-4-04-867899-5 |
| 08 | 10 листопада 2009 | ISBN 978-4-04-868143-8 |
| 09 | 10 березня 2010   | ISBN 978-4-04-868397-5 |
| 10 | 10 вересня 2010   | ISBN 978-4-04-868879-6 |
| 11 | 10 квітня 2011    | ISBN 978-4-04-870421-2 |
| 12 | 10 жовтня 2011    | ISBN 978-4-04-870957-6 |
| 13 | 10 грудня 2011    | ISBN 978-4-04-886246-2 |
| 14 | 10 липня 2012     | ISBN 978-4-04-886707-8 |
| 15 | 10 жовтня 2012    | ISBN 978-4-04-886982-9 |
| 16 | 10 березня 2013   | ISBN 978-4-04-891433-8 |
| 17 | 7 червня 2013     | ISBN 978-4-04-891677-6 |

### Аніме
| No.      | Назва | Дата показу          |
| -------- | --- | -------------------- |
| 1        | «I Don’t Know What Moved Into My Futon» Транслітерація: «Futon ni Utsuru Mono o Shiranai» (яп. 布団に移るものを知らない)  | 1 жовтня 2011        |
| 2        | «Where, What, Something» Транслітерація: «Doko ni, Nani o, Nani ka» (яп. どこに、なにを、なにか)                          | 8 жовтня 2011        |
| 3        | «The Antinomy of Their Temperatures» Транслітерація: «Karera no Ondo no Niritsuhaihan» (яп. 彼らの温度の二律背反)         | 15 жовтня 2011       |
| 4        | «At Night, a Mother and a Hugging Pillow» Транслітерація: «Yoru ni wa Hahaoya to Dakimakura o» (яп. 夜には母親と抱き枕を) | 22 жовтня 2011       |
| 5        | «Even If I'm Cursed» Транслітерація: «Tatoe Norowarete mo» (яп. たとえ呪われても)                                         | 29 жовтня 2011       |
| 6        | «Weak, Like a Spherical Glass» Транслітерація: «Kyūkei Garasu ni Nite Zeijaku na» (яп. 球形硝子に似て脆弱な)              | 5 листопада 2011     |
| 7        | «Not Reflected in the Eyes of a Seer» Транслітерація: «Yokensha no Me ni Utsuranai» (яп. 予見者の眼に映らない)            | 12 листопада 2011    |
| 8        | «Like an Inescapable Curse» Транслітерація: «Nogareenu Noroi no yō na» (яп. 逃れ得ぬ呪いのような)                         | 19 листопада 2011    |
| 9        | «The Returnee Seems Somehow Strange» Транслітерація: «Kikansha wa Dokoka Fushigi na» (яп. 帰還者は何処か不思議な)         | 26 листопада 2011    |
| 10       | «The Sadist is Nowhere to be Found» Транслітерація: «Shigyakusha wa Doko ni mo Inai» (яп. 嗜虐者は何処にもいない)         | 3 грудня 2011        |
| 11       | «The Fanatic is Somewhere» Транслітерація: «Kyōshinja wa Dokoka ni Iru» (яп. 狂信者は何処かにいる)                        | 10 грудня 2011       |
| 12       | «The Transcendentals are Everywhere» Транслітерація: «Chōetsusha wa Dokonidemo Iru» (яп. 超越者は何処にでもいる)          | 17 грудня 2011       |
| 13 (OVA) | «Outdoor School Confusion!» (яп. 林間学校こんふゅーじょん!)                                                               | 25 квітня 2012 (OVA) |